# ارمینگتن، نیو ساوت ولز
ارمینگتن (به انگلیسی: Ermington) یک حومه شهر در استرالیا است که در نیو ساوت ولز واقع شده‌است.